# Svenska hjärtan 05-09
Svenska hjärtan 05-09 är ett samlingsalbum av Lasse Lindh, som släpptes den 18 mars 2009 på Groover Recordings.

## Låtlista
1. Jag ska slåss i dina kvarter
2. Svenska hjärtan
3. Du behöver aldrig mer vara rädd
4. Varje litet steg
5. Kom kampsång (med Timo Räisänen)
6. Tunn
7. Byggd av bomull
8. Ingen vind kan blåsa omkull oss nu
9. Sommarens sista smak
10. Satan vad ont det gör
11. Flickan på drift
12. En högerkrog och riktigt blod
13. Du skär
14. Skyll på mig
15. Radion spelar aldrig våran sång
16. Jag klarar mig aldrig ensam

## Medverkande
- Lasse Lindh (musiker)